# Eumyrmococcus queenslandicus
Eumyrmococcus queenslandicus är en insektsart som beskrevs av Williams 1998. Eumyrmococcus queenslandicus ingår i släktet Eumyrmococcus och familjen ullsköldlöss. Inga underarter finns listade i Catalogue of Life.